# Phenomenex
 Phenomenex （フェノメネクス、 Phenomenex ）は、米国カリフォルニア州トーランスに本社を置く、 HPLC、GC、 SPEの製造, そしてカラムクロマトグラフィー技術開発をおこなう企業である。

## 事業内容
分離科学技術を使用し、調合薬、バイオ調合薬および化学薬品の広域スペクトルの分離、分析、浄化のためのクロマトグラフィー製品を開発、製造する。

## 沿革
- 1982年 - 米国カリフォルニア州トーランス市に本社を設立。
- 1997年 - Lunaカラム発売開始。
- 1998年 - Phenomonex（米国）にてHPLC No.1シェア獲得。

## 開発分野
開発分野においては、分析・浄化問題関連のクロマトグラフィー製品に取り組んでいる。
```
   * 製薬
   * バイオ製薬科学
   * 臨床診断法研究
   * バイオマーカー発見
    *プロテオミクス研究
   * RNA、DNA、オリゴヌクレオチドの製造
   * ペプチド質製造
   * タンパク質製造
   * 伝統的医学
   * 栄養補助食品科学
   * 動物健康科学
   * 法医学
   * 臨床科学
   * 毒物学
   * 環境科学
   * 規制科学
   * 石油化学
   * 精製
   * 代替燃料科学
   * 食品安全、食品サプリメントおよび食品添加物
   * 調味料
   * 香水/化粧品
   * 生体内医薬品
   * 特製化学製品
```

## リンク
- Home Page